# Fernando Garrido Falla
Fernando Garrido Falla (Granada, 11 d'octubre de 1921 - Madrid, 25 de març de 2003) va ser un jurista espanyol. És considerat, al costat d'Eduardo García de Enterría, un dels pares de la Ciència Jurídica Pública en l'Espanya del segle xx.

## Biografia
Llicenciat en Dret per la Universitat de Granada, es trasllada després a Madrid, on obté per oposició una plaça a Lletrat de Corts en 1946.
En 1951 obté la Càtedra de Dret Administratiu en la Universitat de Saragossa i en 1961 la de Dret Administratiu i Ciències Polítiques en la Facultat de Ciències Polítiques i Econòmiques de la Complutense.
Va ser un dels arquitectes de les reformes organitzatives que van tenir lloc en l'Administració Pública d'Espanya durant els anys 60. Fou nomenat cap del Gabinet d'Estudis per a la Reforma Administrativa de la Presidència del Govern, càrrec des del qual va participar en l'elaboració de la decisiva Llei de Funcionaris Civils de l'Estat de 1964. També va participar en comissions de redacció d'importants lleis en la segona meitat del segle XX a Espanya, com la Procediment Administratiu, la d'expropiació forçosa o la de Forests.
Posteriorment, fins a 1966 va ser Secretari General de la Comissió Superior de Personal, dedicant-se després a l'exercici de l'advocacia. En 1988 és nomenat Professor emèrit de Dret Administratiu per la Universitat Complutense i va continuar exercint en el Tercer Cicle.
Va seguir exercint el Dret fins als seus últims temps i així en 1997, va ser nomenat president de la Comissió d'Arbitratge Esportiu; en 1998, president del Tribunal d'Arbitratge del Comitè Olímpic Espanyol. El seu últim càrrec el va exercir com a magistrat del Tribunal Constitucional des de 1998 fins a 2002, any en el qual cessa per malaltia, sent substituït per Jorge Rodríguez-Zapata. El 2001 va rebre el Premi Pelayo per a juristes de prestigi.
En 1972 va ingressar en la Reial Acadèmia de Jurisprudència i Legislació i el 1984 en la Reial Acadèmia de Ciències Morals i Polítiques. VBa morir el 25 de març de 2003 a causa d'un tumor cerebral.

## Obres
- Tratado de Derecho Administrativo: Volumen II. Parte general: conclusión Fernando Garrido Falla, Alberto Palomar Olmeda, Herminio Losada González, Tecnos (12 ed.). ISBN 978-84-309-4285-5
- Tratado de Derecho Administrativo.: Vol. III. La Justicia Administrativa Fernando Garrido Falla, Alberto Palomar Olmeda, Herminio Losada González Tecnos (2 ed.), 2001. ISBN 978-84-309-4289-3
- Tratado de Derecho Administrativo: Volumen I. Parte general Fernando Garrido Falla, Alberto Palomar Olmeda, Herminio Losada González, Tecnos (14 ed.). ISBN 978-84-309-4283-1
- Comentarios a la Constitución Madrid : Civitas, 1980. ISBN 84-470-1680-3
- Régimen Jurídico y Procedimiento de las Administraciones Públicas, Fernández Pastrana José María, Fernando Garrido Falla, Madrid : Cívitas, 1993. ISBN 84-470-0247-0
- Reflexiones sobre una reconstrucción de los límites formales del derecho administrativo español Instituto Nacional de Administración Pública (INAP), 1982. ISBN 84-7351-156-5
- El modelo económico en la Constitución Española Instituto de Estudios Económicos. ISBN 84-85719-20-4
- La administración en la Constitución Fernando Garrido Falla, Mariano Baena del Alcázar, Rafael Entrena Cuesta. Centro de Estudios Constitucionales, 1980. ISBN 84-259-0631-8